# Joshua Hayward
Joshua Mark Hayward (Southend on Sea, Inglaterra; 15 de diciembre de 1984), también conocido por el sobrenombre de Joshua Third o Joshua Von Grimm, es un músico británico, conocido por ser el guitarrista de The Horrors. El sonido distintivo de las guitarras de la banda se crea con los pedales de guitarra que construye él mismo.

## Educación
El guitarrista Joshua Third es licenciado en física del University College de Londres. Joshua creció en un sitio del terraplén en el área del río Támesis, de la isla de Canvey antes de atender a una escuela secundaria en Westcliff, en Southend-On-Sea.[cita requerida]

## Inicios
Estuvo tocando en una banda llamada "Xerox".[cita requerida]

## Instrumentos
Joshua utiliza una Fender Jaguar Olimpic White y, en ocasiones, utiliza una Fender Japan Sunburst y un juego de pedales, con sonidos distintivos creados por él mismo.